# Ralph Recto

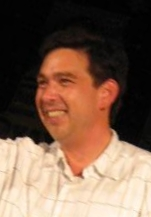
Ralph Recto im Senatswahlkampf 2007

Ralph Gonzalez Recto (* 11. Januar 1964 in Quezon City) ist ein philippinischer Unternehmer und Politiker der Lakas-Kabalikat ng Malayang Pilipino-Christian Muslim Democrats (Lakas-CMD) und jetzt der Partido Liberal ng Pilipinas, der zwischen 1992 und 2001 Abgeordneter des Repräsentantenhauses und danach von 2001 bis 2007 und von 2010 bis 2022 Senator war.

## Leben

### Herkunft, Studien und Kongressabgeordneter
Recto stammt aus einer politisch einflussreichen Familie. Sein Großvater Claro M. Recto war ebenfalls langjähriger Abgeordneter des Repräsentantenhauses sowie des Senats und dort sowohl Mehrheits- als auch Minderheitsführer. Sein Vater Rafael Reyes Recto war Rechtsanwalt sowie zwischen 1984 und 1986 Mitglied der Batasang Pambansa, des philippinischen Kongresses.
Er selbst besuchte nach der Elementary School der Ateneo de Manila University zwischen 1978 und 1982 das De La Salle College und erwarb dort seinen Highschool-Abschluss. Danach absolvierte er ein Studium der Handelsbetriebslehre an der Universität De La Salle und erwarb dort 1987 einen Abschluss in Betriebswirtschaftslehre. Ein darauf folgendes postgraduales Studium im Fach öffentliche Verwaltung an der Universität der Philippinen in Diliman schloss er 1991 mit einem Master of Arts (M.A. Public Administration). 1992 heiratete er die Filmschauspielerin und Politikerin Vilma Santos, die zwischen 1998 und 2007 Bürgermeisterin von Lipa City war und seit 2007 Gouverneurin der Provinz Batangas ist.
Im Anschluss begann Recto seine politische Laufbahn und wurde 1992 erstmals zum Abgeordneten des Repräsentantenhauses gewählt und vertrat in diesem nach zwei Wiederwahlen (1995 und 1998) bis 2001 den Wahlkreis Batangas–4th District. Im Laufe seiner Zugehörigkeit zum Repräsentantenhaus war er zunächst zwischen 1995 und 1998 zunächst Vorsitzender des Sonderausschusses für Armutsbekämpfung (Special Committee on Poverty Alleviation) und danach bis 2001 des Ausschusses für Wirtschaftsangelegenheiten (Committee on Economic Affairs).
Während dieser Zeit absolvierte er ein weiteres postgraduales Studium im Fach Strategisches Management an der University of Asia and the Pacific in Pasig City und erwarb dort 1994 einen Master of Arts (M.A. Strategic Business Economics). Im Anschluss begann er auch eine weitere Tätigkeit als Unternehmer, ist seit 1994 Vorsitzender der Taking Care of Business Corp. und war außerdem zwischen 1995 und 1999 Vorstandsmitglied von SANIKLEEN.

### Senator
Bei den Wahlen im Mai 2001 wurde Recto dann erstmals zum jüngsten Mitglied des Senats gewählt und gehörte diesem für eine sechsjährige Wahlperiode bis 2007 an. Zunächst war er zwischen 2001 und 2004 im 12. Kongress stellvertretender Mehrheitsführer (Deputy Majority Floor Leader) und zugleich Vorsitzender der einflussreichen Senatsausschüsse für Wege und Mittel (Committee on Ways and Means) und für Konten (Committee on Accounts). Im anschließenden 13. Kongress war er von 2004 bis 2007 wiederum Vorsitzender des Senatsausschusses für Mittel und Wege sowie zugleich des Senatsausschusses für Agrarreformen (Committee on Agrarian Reform).
Bei den Senatswahlen im Mai 2007 erlitt Recto, der auch Vorsitzender der Stiftungen Claro M. Recto Foundation und Country Youth Education Foundation ist, allerdings eine Wahlniederlage und erreichte lediglich den vierzehnten Platz bei zwölf zu vergebenden Senatssitzen. Anschließend war er zunächst zwischen September 2007 und Juli 2008 Direktor der Union Bank of the Philippines und danach bis August 2009 Generaldirektor und Sozioökonomischer Planungssekretär der National Economic and Development Authority (NEDA), der nationalen Wirtschaftsentwicklungsbehörde. 2009 wurde er von der Nueva Ecija University of Science and Technology zum Ehrendoktor der Humanwissenschaften ernannt.
Im Mai 2010 wurde er schließlich als Kandidat der Partido Liberal wieder zum Senator gewählt und erhielt diesmal 12.436.960 Wählerstimmen (32,60 %), womit er diesmal den achten Platz unter den 61 Kandidaten für die zwölf zu vergebenden Senatssitze belegte. Im 15. Kongress für die Legislaturperiode 2010 bis 2013 war er wiederum Vorsitzender des Senatsausschusses für Wege und Mittel sowie zugleich des Senatsausschusses für Regierungskörperschaften und öffentliche Unternehmen (Committee on Government Corporations and Public Enterprises). Am 30. Juni 2022 schied Recto aus dem Senat aus, da er nach zwei Amtszeiten nicht mehr wiedergewählt werden konnte.